# Yolanda González Martín
Yolanda González Martín (Bilbao, 20 de gener de 1961 - Madrid, 1 de febrer de 1980) va ser una estudiant i militant socialista espanyola assassinada per l'extrema dreta en els últims anys de la Transició.

## Biografia
Nasqué a Deusto (Bilbao) filla d'un obrer metal·lúgic originari de Burgos. De ben joveneta entrà en contacte amb els que després fundarien Izquierda Socialista i milità inicialment en les Joventuts Socialistes d'Espanya. Després d'unes jornades d'IS a Sant Martí de Llémena (1978) coneix Alejandro Avizcun, amb qui es trasllada primer a Bilbao i després al barri d'Aluche (Madrid).
Yolanda González era la representant del Centre de Formació Professional de Vallecas (Madrid) en la Coordinadora de Estudiantes de Enseñanza Media. Allí trencà amb les JSE i després de militar un temps en la Lliga Comunista Revolucionària l'octubre de 1979 participà en la fundació del trotskista Partit Socialista dels Treballadors. Va participar activament en la vaga d'Ensenyament Mitjà del 28 de gener de 1980.
L'1 de febrer de 1980 fou segrestada a punta de pistola a la porta de casa seva pels militants de Fuerza Nueva: Emilio Hellín Moro, Ignacio Abad Velázquez, José Ricardo Prieto i Félix Pérez Ajero. Duta dins d'un cotxe, fou torturada i interrogada, però davant la seva resistència aturaren el cotxe. Emilio Hellín li va disparar dos trets al cap amb una Walter P-38 de 9 mil·límetres i Ignacio Abad li donà el tret de gràcia. Després la van deixar a una cuneta de la carretera a San Martín de Valdeiglesias (Madrid), on fou trobada l'endemà.
El seu assassinat fou reivindicat des de Barcelona per l'autoanomenat Grupo 41 del Batallón Vasco-Español i l'acusaven infundadament de formar part d'un grup d'informació d'ETA. Els assassins comptaren amb la col·laboració com a vigilants i informants de diversos subjectes més. Juan Carlos Roda Crespo, policia nacional que va ser «convidat» pel grup a participar en l'assassinat, s'hi va negar i els va delatar a les autoritats, encara que també pertanyia al Grupo 41 i havia fet labors de vigilància sobre Yolanda.
El 7 de febrer de 1980 foren detinguts Emilio Hellín i Ignacio Abad, mentre que José Ricardo Prieto i Félix Pérez Ajero aconseguiren fugir. L'Audiència Nacional d'Espanya els va processar i va jutjar com a banda armada juntament amb el policia Juan Carlos Roda Crespo i al cap de seguretat de Fuerza Nueva, David Martínez Loza. El 2 de juny de 1982 Emilio Hellín Moro va rebre una condemna per assassinat amb traïdoria i nocturnitat de trenta anys de presó i fou internat a la presó de Zamora; Ignacio Abad, de vint-i-sis anys, vuit mesos i un dia; Félix Pérez Ajero i José Ricardo Prieto, de quatre anys, dos mesos i un dia; David Martínez Loza, de sis anys de presó menor i multa de 100.000 pessetes i Juan Carlos Rodas, de tres mesos.

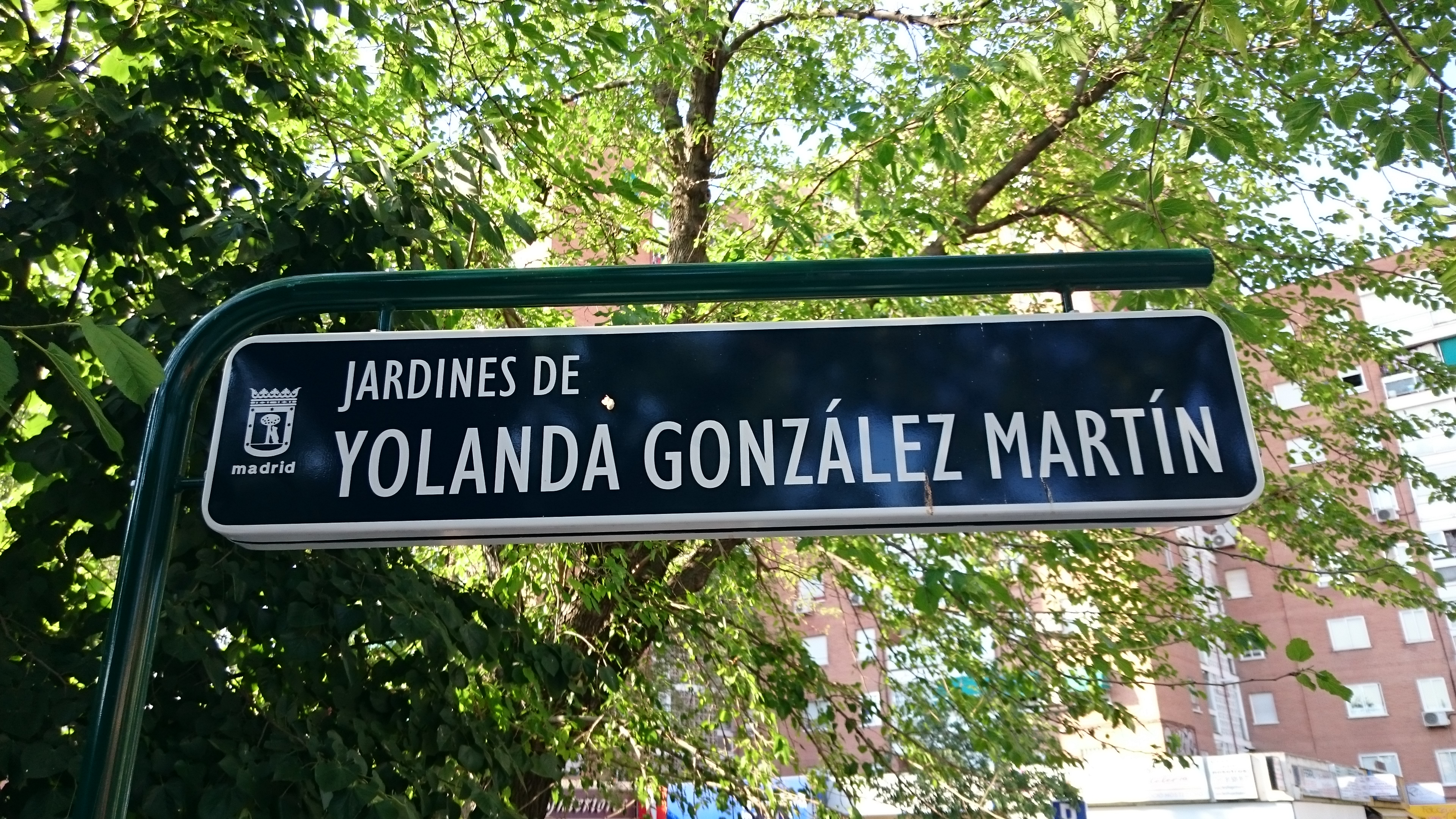
Placa als Jardins de Yolanda González, a la cantonada dels carrers Seseña i Escalona de Madrid. El ple de la Junta de Govern de la ciutat de Madrid va aprovar per unanimitat el 10 de febrer de 2015, batejar aquest espai amb el nom de Jardins de Yolanda González Martín.

El 20 de febrer de 1987 Hellín va aconseguir un permís carcerari, concedit pel jutge de vigilància penitenciària José Donato Andrés Sanz. El va aprofitar per fugir al Paraguai, on es dedicà a la informàtica i va col·laborar amb els serveis secrets de la policia d'aquest país. Tanmateix, hi fou localitzat pel periodista d'Interviú José Luis Morales. El juliol de 1989 fou detingut per la Interpol i el 21 de setembre de 1990 fou extradit a Espanya. Malgrat aquests antecedents, el 1993 va obtenir novament un permís per a sortir de la presó. Segons el diari El País el 1996 va canviar la seva identitat per Luis Enrique Helling i des d'aleshores treballa com a assessor de la Guàrdia Civil i de la Policia Nacional, i ha impartit cursos de formació sobre terrorisme i crim organitzat per a l'Ertzaintza i els Mossos d'Esquadra.